# Anna Laetitia Pecci
Contessa Anna Laetitia Pecci, meglio nota come Mimì Pecci-Blunt (Roma, 1885 – Marlia, 1971), è stata una nobildonna, mecenate e collezionista italiana, nipote di papa Leone XIII.
Fu molto attiva in ambito culturale, aprendo numerosi salotti, gallerie e teatri a Roma, Parigi e New York.
Molto affezionata alla figura di Elisa Bonaparte Baciocchi, acquistò nel 1923 la sua residenza di Marlia (LU) e la trasformò in un centro culturale privato, oggi visitabile dopo enorme restauro.

## Biografia

### Giovinezza

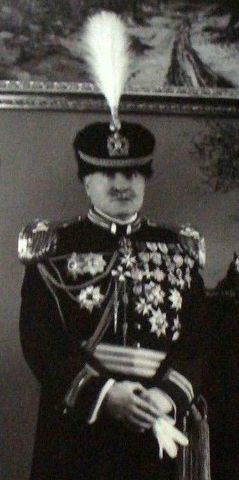
Camillo Pecci in una fotografia d'epoca

Nacque nel 1885 a Roma da Camillo Pecci, capo della Guardia Palatina Pontificia e nipote di papa Leone XIII, e da Sylvia Bueno y Garzón, una nobildonna spagnola.
Nel primo dopoguerra, Anna Laetitia frequentò a Parigi gli ambienti intellettuali, diventando amica di Georges Braque e Jean Cocteau.

### Matrimonio
Sposò nel 1919 Cecil Blumenthal, successivamente cambiato in Blunt, un ricco banchiere ebreo di New York, erede di un'importante collezione di pittura francese dell'Ottocento.
Il suo salotto parigino venne frequentato da artisti e intellettuali del calibro di Salvador Dalí, Paul Valéry, Francis Poulenc, Paul Claudel.

### A Roma
Nel 1929 i coniugi comprarono in Piazza d'Aracoeli Palazzo Fani, ridenominato in Palazzo Pecci Blunt, che divenne dai primi anni '30 la sede di importanti eventi. Nel 1930 organizza insieme all'artista americano Man Ray il "Bal Blanc": una serata mondana dove gli invitati, a cui fu richiesto di vestirsi di bianco, diventarono, insieme alla pedana bianca su cui ballavano, uno schermo cinematografico sul quale veniva proiettato un film a colori di Georges Méliès. La serata può considerarsi una vera e propria opera d'arte che richiama le danze serpentine di Loie Fuller e anticipa quello che negli anni '70 sarà il concetto di Expanded Cinema di Gene Youngblood.
Nel 1933 Mimì istituì, con i suoi amici musicisti Goffredo Petrassi, Vittorio Rieti e Mario Labroca, i "Concerti di primavera", con programmi di musica classica e moderna; ospitò, tra gli altri, il già citato Francis Poulenc, Igor Stravinskij, Henri Sauguet, Darius Milhaud, Arthur Honegger.
Dal 1936 ai concerti si alternarono conferenze di poeti, scrittori e saggisti celebri, che lei chiamava i "parenti illustri".

### Mecenate
Nella sua casa s'incontrano poi Giuseppe Ungaretti, Leonetta ed Emilio Cecchi, Alberto Moravia, Trilussa, Bruno Barilli, Corrado Alvaro, Giorgio Vigolo, Adriana Pincherle, Massimo Bontempelli, Alberto Savinio, Leonardo Sinisgalli, Margherita Sarfatti, Sibilla Aleramo, Alfredo Casella, Renato Guttuso, Corrado Cagli, Mirko Basaldella.
La sua collezione, oltre a dipinti importanti di artisti già celebri, come Severini, Martini, De Chirico, Tozzi, si estese ad opere della "Scuola romana", comprendendo Corrado Cagli, Mario Mafai, Roberto Melli, Guglielmo Janni, Renato Guttuso, Mirko Basaldella e altri.
Il ruolo che Anna Laetitia svolge nell'evoluzione delle vicende artistiche italiane, non è limitato solo al collezionismo o all'organizzazione di gallerie, ma anche alla promozione dell'arte italiana a New York e a Parigi, in accordo con il Ministero della cultura popolare.
L'archivio Grönberg (Villa Reale di Marlia) conserva tutti i documenti e le fotografie dei momenti chiave della vita della contessa, tra cui il Bal Blanc oppure il materiale del Teatro della Cometa di Roma, oltre che tutti gli incontri con gli artisti del secolo scorso che hanno passato momenti memorabili alla Villa Reale di Marlia.

### Galleria della Cometa

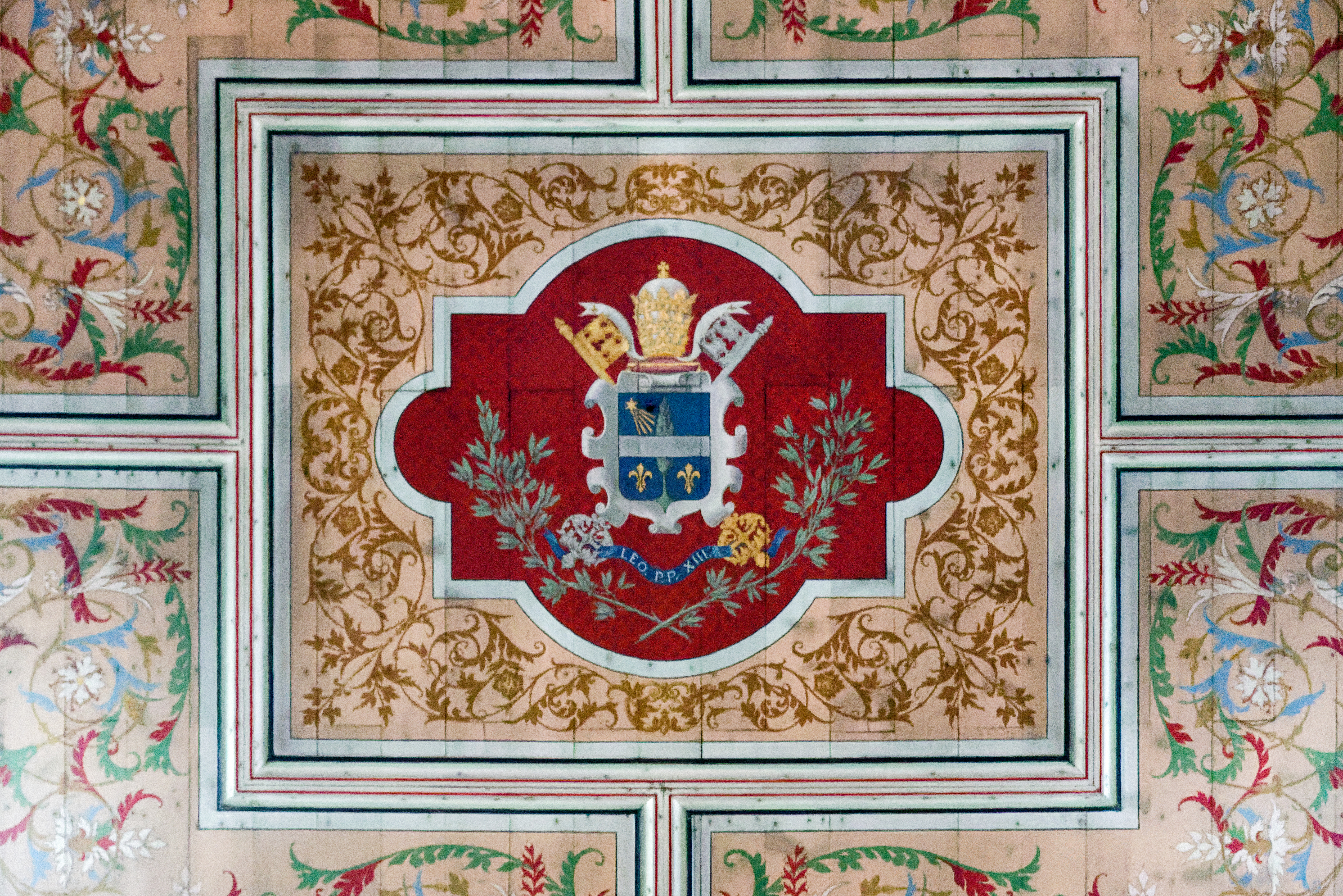
Stemma di papa Leone XIII Pecci

Nell'aprile 1935, aprì la Galleria della Cometa, il cui nome è legato allo stemma della famiglia Pecci, che sarà attiva fino all'agosto 1938.
Intorno a questa data l'attività della Galleria verrà fatta oggetto di una dura campagna giornalistica, condotta da Telesio Interlandi, direttore de "Il Tevere", a causa delle leggi razziali.
La Contessa, che già alla fine del 1937 aveva aperto una succursale della "Cometa" a New York, si trasferirà, quindi, nella metropoli americana, rimanendovi fino al 1947.

### Ultimi anni e morte
L'attività culturale di Mimì proseguì con la fondazione del Teatro della Cometa nel 1958.
Nel 1960 ricevette dallo Stato italiano la Medaglia ai benemeriti della cultura e dell'arte nel 1964 la Francia le conferì la Legion d'Onore.
Maria Laetitia morì a Marlia, in provincia di Lucca, nella Reggia che aveva acquistato nel 1923 e aveva fatto restaurare, nel 1971. Oggi Villa Reale di Marlia ospita un museo a lei dedicato contenente le sue collezioni, i cimeli del prozio Papa Leone XIII e una mostra fotografica con documentario sulla sua vita di mecenate e amante della cultura. La cappella privata in cui è sepolta insieme alla sua famiglia è visitabile insieme al parco e ai musei della reggia di Marlia.

## Discendenza
Mimì e Cecil Blunt ebbero una figlia:
- Graziella Pecci Blunt, sposò Henri Bonnin de La Bonnibière de Beaumont. Fu la madre della celebre poetessa di Gaia de Beaumont;
- Viviana Pecci Blunt (m. 2016);
- Ferdinando Pecci Blunt;
- Camilla Pecci Blunt;
- Laetizia Pecci Blunt.